# Evangelista Torricelli (sommergibile 1934)
L'Evangelista Torricelli è stato un sommergibile della Regia Marina, entrato in servizio nel dicembre del 1934. Partecipò alla guerra civile spagnola, durante la quale fu ceduto alla marina della Spagna nazionalista, che lo ribattezzò General Sanjurjo; rimase poi in servizio fino al 1959, quando fu radiato e demolito.

## Storia

### Nella Marina italiana
Varato nell'agosto 1934 nei cantieri navali Tosi di Taranto, restò servizio solo per due anni sotto bandiera italiana. Fu in servizio al III Gruppo (Gruppo sommergibili) di Messina.
Nel novembre 1936 fu uno dei primi sommergibili ad essere inviati a partecipare clandestinamente alla guerra di Spagna.
Nella notte fra il 21 ed il 22 novembre 1936, in missione al comando del capitano di corvetta Giuseppe Zarpellon, fu il primo sommergibile italiano a colpire una nave repubblicana spagnola: verso l'alba, avvistati gli incrociatori Miguel de Cervantes e Méndez Núñez alla fonda nei pressi di Cartagena, lanciò due siluri contro il Miguel de Cervantes; una delle armi colpì il bersaglio a dritta aprendo uno squarcio di metri 21 per 14 a poppa (la nave necessitò di riparazioni protrattesi sino al marzo 1938). Nei giorni seguenti il sommergibile svolse altre sette manovre d'attacco, ma nessuna fu portata a termine perché non risultò possibile appurare la nazionalità delle unità attaccate. 
Il 18 gennaio 1937 bombardò col cannone le installazioni portuali di Barcellona.

### Nella Marina spagnola
Si decise poi, su pressione di Francisco Franco e della Marina spagnola nazionalista, di cederlo a quest'ultima insieme al capoclasse Archimede. 
Fu ceduto alla Spagna nazionalista il 19 aprile 1937, e contrassegnato provvisoriamente con la sigla C. 5 (tale espediente doveva servire a confondere le idee alla Marina spagnola repubblicana, dato che C. 5 era il nome di un sommergibile spagnolo scomparso quell'anno).
L'indomani, al comando del capitano di corvetta Rafael Fernandez Bobadilla, fu spostato a Pollenza per l'addestramento; in seguito assunse il nome di General Sanjurjo.
Il 13 maggio ebbe inizio la prima missione: 17 giorni dopo silurò la motonave Ciudad de Barcelona (3946 tsl), affondandola. Il 30 agosto 1937 cannoneggiò il mercantile Ciudad de Reus che però scampò rifugiandosi nelle acque territoriali francesi. Il 21 gennaio 1938 silurò e affondò il piroscafo britannico Endymion. Rimase poi nella Marina spagnola anche dopo la fine della guerra civile.
Il 7 febbraio 1943, mentre si trovava al largo di Cartagena per soccorrere l'equipaggio di un aereo tedesco precipitato, fu attaccato col cannone dal sommergibile britannico Torbay, che lo aveva scambiato per un sommergibile italiano, riportando vari danni. Dopo quell'incidente la Marina spagnola dipinse i propri sommergibili di bianco.
Fu radiato il 28 settembre 1959 e avviato alla demolizione.